# Žarko Prebil
Žarko Prebil (Split, 8. siječnja 1934. – Rim, 12. lipnja 2016.) bio je hrvatski baletni umjetnik: plesač, koreograf i baletni pedagog međunarodnoga ugleda i karijere.

## Životopis
Žarko Prebil školovao se u zagrebačkome Hrvatskom narodnom kazalištu u klasi Milorada Jovanovića, a usavršavao se u baletnom studiju pri HNK Zagreb kod Ane Roje. Članom baletnog ansambla HNK u Zagrebu postao je 1951., a iste je godine debitirao kao Mirko u Lhotkinom Đavlu na selu i Ciganin u Baranovićevu Licitarskom srcu. Od 1955. do 1965. bio je prvi solist Narodnoga pozorišta u Beogradu, gdje je plesao glavne uloge u klasičnim baletima. Od 1967. do 1972. usavršavao se na Državnom institutu za kazališnu umjetnost (GITIS) u Moskvi, gdje je diplomirao na odsjeku za pedagogiju i koreografiju te stekao zvanje magistra umjetnosti. Samostalno je gostovao u svim glavnim baletnim kazalištima negdašnjega Sovjetskoga Saveza te u Oslu i Italiji.
Svoju je relativno kratku, ali bogatu plesačku karijeru završio 1968. gostujući u teatru Kirov u tadašnjem Lenjingradu te Kijevu i Taškentu. Iste je godine (1968.) došao u Italiju te je u glavnom rimskom kazalištu (tal. Teatro dell’Opera) postavio popularni balet Giselle francuskoga skladatelja Adolpha Adama. Od tada je kao koreograf surađivao s mnogim baletnim ansamblima u talijanskim i inozemnim kazalištima (Teatro di San Carlo u Napulju, Teatro Colόn u Buenos Airesu, Teatro Argentino  u La Plati i drugima). Najveći je dio svoga umjetničkog djelovanja proveo u talijanskoj Nacionalnoj baletnoj akademiji u Rimu (tal. Accademia Nazionale di Danza di Roma), gdje je slovio za "jednoga od najvećih majstora baleta". U studenom 2010. Prebil je također bio angažiran i kao predavač metodike klasičnoga baleta u novotvorenom Baletnom studiju pri beogradskom Narodnom pozorištu. Preminuo je 12. lipnja 2016. u rimskoj bolnici Gemelli.

## Nagrade i priznanja
- 1960. – Nagrada za najboljeg solista u klasičnim baletima na Festivalu u Ljubljani.[3]
- 2003. – Predsjednik Republike Italije Carlo Azeglio Ciampi dodijelio mu je titulu viteza Republike Italije (tal. Cavaliere al merito della Repubblica Italiana) za pedagoški i koreografski rad.[5]
- Zlatna medalja za zasluge u kulturi i školstvu talijanskog Ministarstva visokoga obrazovanja.[3]
- Premio delle muze za zasluge u njegovanju klasičnog baleta i godišnja nagrada za pedagoški rad u klasičnom baletnom repertoaru.[3]
- 2010. – Nagrada za životno djelo Udruženja baletnih umjetnika Srbije.[6]
- 2014. – Premio Roma Jia Ruskaja, nagrada za životno djelo.[7]

## Vanjske poveznice
- (tal.) www.giornaledelladanza.com – Addio a Zarko Prebil  Arhivirana inačica izvorne stranice od 24. lipnja 2016. (Wayback Machine)
- (tal.) www.danzaeffebi.com – Addio Zarko Prebil, ballerino, coreografo, maestro di diverse generazioni di docenti e ballerini
- Žarko Prebil u internetskoj bazi filmova IMDb-u (engl.)